# Oncophanes tenuipes
Oncophanes tenuipes är en stekelart som beskrevs av Vladimir Ivanovich Tobias 1986. Oncophanes tenuipes ingår i släktet Oncophanes och familjen bracksteklar. Inga underarter finns listade i Catalogue of Life.